# Broadcasting Press Guild
La Broadcasting Press Guild est une association britannique composée de journalistes, qui s'intéresse à tout ce qui concerne la production, la réalisation et la diffusion d'émissions de télévision et de radio.
Tous les ans, elle distribue les Broadcasting Press Guild Awards, qui récompensent des œuvres télé et audiovisuelles britanniques de qualité.

## Historique
Créée en 1974 par un groupe de 27 personnes issues du Critics' Circle, elle comporte environ une centaine de membres, venant de tous les grands noms de la presse quotidienne ou économique, qu'ils soient salariés ou indépendants (freelance). Elle a vocation à créer et approfondir les liens professionnels entre ses membres et les responsables économiques et politiques des médias.

## Broadcasting Press Guild Awards

### 1974
- Meilleure pièce :
  - Kisses at Fifty (en)

- Meilleure série dramatique :
  - Sam (en)

- Meilleure série documentaire :
  - Le Monde en guerre

### 1975
- Meilleur acteur :
  - Tony Britton pour le rôle Christopher Collinson dans The Nearly Man (en)

- Meilleure pièce :
  - The Nearly Man (en)

- Meilleure série dramatique :
  - South Riding (en)

- Meilleur documentaire :
  - Beauty, Bonny, Daisy, Violet, Grace and Geoffrey Morton

- Meilleure série documentaire :
  - The Family (en)

- Meilleur divertissement :
  - The Stanley Baxter Picture Show (en)

- Contribution exceptionnelle à la télévision :
  - James MacTaggart (en) pour la couverture ITN de Chypre

### 1976
- Meilleure comédie :
  - L'Hôtel en folie

- Meilleur documentaire :
  - L'Homme que je suis

- Meilleure série documentaire :
  - Inside Story

- Meilleure série de longue durée :
  - Horizon

### 1978
- Meilleur drame :
  - Professional Foul (en)

### 1979
- Meilleure série dramatique :
  - Pennies from Heaven (en)

- Meilleure série documentaire :
  - The Voyage of Charles Darwin (en)

### 1980
- Meilleur acteur :
  - Alec Guinness pour le rôle de George Smiley dans La Taupe (en)

- Meilleure actrice :
  - Cheryl Campbell pour le rôle de Vera Brittain dans Testament of Youth (en)

- Meilleure pièce :
  - Blue Remembered Hills (en)

- Meilleure série dramatique :
  - La Taupe (en)

- Meilleur documentaire :
  - Year Zero: The Silent Death of Cambodia (en)

- Meilleure série documentaire :
  - Life on Earth (en)

- Meilleur programme importé :
  - Soap (États-Unis)

### 1981
- Meilleure actrice :
  - Peggy Ashcroft pour le rôle de Frau Messner dans Caught on a Train (en)

- Meilleur acteur dans un divertissement :
  - Nigel Hawthorne pour le rôle de Sir Humphrey Appleby dans Yes Minister

- Meilleure pièce :
  - Caught on a Train (en)

- Meilleur programme importé :
  - Lou Grant (États-Unis)

- Meilleur série radio :
  - Kaleidoscope (en)

### 1982
- Meilleur acteur :
  - Robert Hardy pour le rôle de Winston Churchill dans Winston Churchill: The Wilderness Years

- Meilleure actrice :
  - Judi Dench pour le rôle de Laura Dalton dans A Fine Romance (en)

- Meilleure performance à l'écran dans un rôle non acteur :
  - Terry Wogan

- Meilleure pièce :
  - United Kingdom

- Meilleur série dramatique :
  - Retour au château

- Meilleure comédie :
  - A Fine Romance (en)

- Meilleur documentaire dramatique :
  - L. S. Lowry: A Private View

- Meilleure série documentaire :
  - 40 Minutes (en)

- Meilleur programme importé :
  - A Town Like Alice (en) (Australie)

- Contribution exceptionnelle à la radio :
  - Roy Plomley (en) pour Desert Island Discs (en)

### 1983
- Meilleur acteur :
  - Bernard Hill pour le rôle de Yosser Hughes dans Boys from the Blackstuff (en)

- Meilleure actrice :
  - Patricia Routledge (en) pour le rôle de Miss Schofield dans Objects of Affection

- Meilleure performance à l'écran dans un rôle non acteur :
  - Tom Keating

- Meilleur drame :
  - A Voyage Round My Father

- Meilleure série dramatique :
  - Boys from the Blackstuff (en)

- Meilleure comédie :
  - The Comic Strip Presents…

- Meilleur documentaire :
  - Alice – A Fight For Life (en)

- Meilleure série documentaire :
  - Police (en)

- Meilleur programme importé :
  - Capitaine Furillo (États-Unis)

- Contribution exceptionnelle à la radio :
  - Frank Delaney pour Bookshelf
  - Rosemary Hart pour Kaleidoscope (en)

### 1984
- Meilleur acteur :
  - Alan Bates pour le rôle de Guy Burgess dans An Englishman Abroad (en)

- Meilleure actrice :
  - Coral Browne pour son propre rôle dans An Englishman Abroad (en)

- Meilleure performance à l'écran dans un rôle non acteur :
  - Melvyn Bragg

- Meilleur drame :
  - An Englishman Abroad (en)

- Meilleure série dramatique :
  - Auf Wiedersehen, Pet (en)

- Meilleure comédie :
  - Brass (en)

- Meilleur documentaire :
  - Windscale: The Nuclear Laundry

- Meilleure série documentaire :
  - Rough Justice (en)

- Meilleur programme importé :
  - Cheers (États-Unis)

- Contribution exceptionnelle devant la caméra :
  - Martin Young (en) pour Rough Justice (en)
  - Melvyn Bragg pour The South Bank Show (en)

- Contribution exceptionnelle derrière la caméra :
  - Ron Neil (en) en tant que rédacteur en chef pour Breakfast Time (en)

- Contribution exceptionnelle à la radio :
  - Quand souffle le vent (émission)
  - Brian Redhead (en) et John Timpson (en) pour Today (en) (personnalités)

### 1985
- Meilleur acteur :
  - Tim Pigott-Smith pour le rôle de Capitaine Ronald Merrick dans Le Joyau de la couronne

- Meilleure actrice :
  - Peggy Ashcroft pour le rôle de Barbie Bachelor dans Le Joyau de la couronne

- Meilleur drame :
  - Threads

- Meilleure série dramatique :
  - Le Joyau de la couronne

- Meilleure comédie :
  - Spitting Image

- Meilleur documentaire :
  - G. I. Brides

- Meilleure série documentaire :
  - Crime Inc.

- Meilleur programme importé :
  - Das Boot (Allemagne)

- Meilleur programme d'actualité :
  - Channel 4 News

- Contribution exceptionnelle devant la caméra :
  - Peter Sissons (en) pour Channel 4 News

- Contribution exceptionnelle à la radio :
  - File on 4 (en) (émission)
  - Mark Tully (en) (personnalités)

### 1986
- Meilleur acteur :
  - Bob Peck pour le rôle de Ronald Craven dans Edge of Darkness (en)

- Meilleur divertissement :
  - Victoria Wood: As Seen on TV (en)

### 1987
- Meilleur acteur :
  - Michael Gambon pour le rôle de Philip Marlowe dans The Singing Detective (en)

- Meilleure actrice :
  - Wendy Hiller pour le rôle de Lady Bracknell dans L'Importance d'être Constant

- Meilleur drame :
  - Drums Along Balmoral Drive

- Meilleure série dramatique :
  - The Singing Detective (en)

- Meilleur divertissement :
  - Yes, Prime Minister

- Meilleur documentaire :
  - The Fishing Party

- Meilleure série documentaire :
  - Apartheid

- Meilleur programme d'art :
  - British Cinema: A Personal View

- Meilleur programme importé :
  - Heimat ()

- Contribution exceptionnelle à la télévision :
  - Dennis Potter

- Contribution exceptionnelle à la radio :
  - Loose Ends (en) (émission)

### 1988
- Meilleur acteur :
  - David Jason pour le rôle de Skullion dans Porterhouse Blue (en)

- Meilleure actrice :
  - Emma Thompson pour les rôle de Harriet Pringle dans Fortunes of War (en) et Suzi Kettles Tutti Frutti (en)

- Meilleur drame :
  - Life Story (en)

- Meilleure série dramatique :
  - Fortunes of War (en)

- Meilleure série dramatique originale :
  - Tutti Frutti (en)

- Meilleur divertissement :
  - The Dame Edna Experience (en)

- Meilleur documentaire :
  - The Falklands War: The Untold Story

- Meilleure série documentaire :
  - The Duty Men

- Meilleur programme d'art :
  - The RKO Story: Tales from Hollywood

- Meilleur programme importé :
  - Shoah (France)

- Contribution exceptionnelle à la radio :
  - After Henry (en) écrit par Simon Brett

- Special Award :
  - Jeremy Isaacs (en) et Ray Moore (BBC Radio 2)

### 1989
- Meilleur acteur :
  - Ray McAnally pour le rôle de Harry Perkins dans A Very British Coup (en)

- Meilleure actrice :
  - Jane Lapotaire pour le rôle de Katherine Hughes dans Blind Justice

- Meilleur drame :
  - Tumbledown (en)

- Meilleure série dramatique :
  - A Very British Coup (en)

- Meilleure série dramatique originale :
  - Talking Heads (en)

- Meilleur divertissement :
  - Alexei Sayle's Stuff (en)

- Meilleur documentaire :
  - Death on the Rock (en)

- Meilleure série documentaire :
  - Out of the Doll’s House

- Meilleur programme d'actualité :
  - Channel 4 News

- Meilleur programme importé :
  - Tanner for President (États-Unis)

- Contribution exceptionnelle à la télévision :
  - Alan Bennett

- Contribution exceptionnelle à la radio :
  - My Country Right or Wrong (émission)
  - Ray Moore (personnalité)

### 1990
- Meilleur acteur :
  - Alfred Molina pour le rôle de Lionel Ellerman dans The Accountant

- Meilleure actrice :
  - Diana Rigg pour le rôle de Helena Vesey dans Un amour qui tue (en)
    - Geraldine James dans Screen One (en)
    - Peggy Ashcroft dans Screen One (en)

- Meilleur drame :
  - The Accountant

- Meilleure série dramatique :
  - Traffik (en)

- Meilleur divertissement :
  - A Bit of a Do (en)
    - Norbert Smith: A Life (en)

- Meilleur documentaire :
  - Four Hours in My Lai (en)

- Meilleure série documentaire :
  - Around the World in 80 Days with Michael Palin (en)

- Meilleur programme pour enfants :
  - The Chronicles of Narnia

- Contribution exceptionnelle à la radio :
  - Week Ending (en) (émission)
  - Andy Kershaw (en) et Brian Matthew (en) (personnalité)

### 1991
- Meilleur acteur :
  - Ian Richardson pour le rôle de Francis Urquhart dans Château de cartes

- Meilleure performance à l'écran dans un rôle non acteur :
  - John Cole

- Meilleur drame :
  - Shoot to Kill (en)

- Meilleure série dramatique :
  - Château de cartes

- Meilleur divertissement :
  - Drop the Dead Donkey (en)

- Meilleur documentaire :
  - The Maze: Enemies Within

- Meilleure série documentaire :
  - The Trials of Life (en)

- Meilleur programme importé :
  - Twin Peaks (États-Unis)

- L'émission la plus mémorable :
  - Mrs Thatcher in Paris

### 1992
- Meilleur acteur :
  - Robert Lindsay pour le rôle de Michael Murray dans G.B.H.

- Meilleure actrice :
  - Helen Mirren pour le rôle de Jane Tennison dans Suspect numéro 1

- Meilleure performance à l'écran dans un rôle non acteur :
  - Angus Deayton pour Have I Got News for You (en)

- Meilleur drame :
  - Suspect numéro 1

- Meilleure série dramatique :
  - G.B.H.

- Meilleur divertissement :
  - Have I Got News for You (en)

- Meilleur documentaire :
  - The Max Factor

- Meilleure série documentaire :
  - The Second Russian Revolution

- Programme radio de l'année :
  - Today (en)

- Présentateur radio de l'année :
  - Alistair Cooke pour Letter from America (en)

- Harvey Lee Award pour contribution exceptionnelle à la radio :
  - John Tusa (en)

- Writer's Award (meilleur scénariste) :
  - Alan Bennett

### 1993
- Meilleur acteur :
  - Richard Johnson pour le rôle de Gerald Middleton dans Anglo-Saxon Attitudes (en)

- Meilleure actrice :
  - Zoë Wanamaker pour le rôle de Tessa Piggott / Tessa Carver dans Love Hurts (en)

- Meilleure performance à l'écran dans un rôle non acteur :
  - Chris Evans pour The Big Breakfast (en)

- Meilleur drame :
  - Truly Madly Deeply

- Meilleure série dramatique :
  - Between the Lines (en)

- Meilleur divertissement :
  - Absolutely Fabulous

- Meilleur documentaire :
  - Katie and Eilish: Siamese Twins

- Meilleure série documentaire :
  - American Experience : The Kennedys

- Meilleur programme d'actualité :
  - tradNewsnight (en)

- Programme radio de l'année :
  - Susannah Simons

- Présentateur radio de l'année :
  - Michael Buerk (en) pour Moral Maze (en)

- Harvey Lee Award pour contribution exceptionnelle à la radio :
  - David Hatch (en)

- Writer's Award (meilleur scénariste) :
  - Andrew Davies

### 1994
- Meilleur acteur :
  - Robbie Coltrane pour le rôle du Dr. Edward « Fitz » Fitzgerald dans Cracker

- Meilleure performance à l'écran dans un rôle non acteur :
  - Michael Barrymore

- Meilleur drame :
  - The Snapper

- Meilleure série dramatique :
  - Cracker

- Meilleur divertissement :
  - Rory Bremner, Who Else?

- Meilleur documentaire :
  - The Graham Greene Trilogy

- Meilleure série documentaire :
  - The Downing Street Years (en)

- Meilleur programme d'actualité :
  - Cutting Edge (en)

- Harvey Lee Award :
  - David Attenborough

### 1995
- Meilleure actrice :
  - Juliet Aubrey pour le rôle de Dorothea Brooke dans Middlemarch (en)

- Meilleur drame :
  - Pat and Margaret (en)

### 2011
La 37e cérémonie des BPG Awards s'est déroulée le 27 mars 2011 au Theatre Royal de Drury Lane. Les gagnants sont indiqués en gras :
- Meilleur acteur :
  - Benedict Cumberbatch pour le rôle de Sherlock Holmes dans Sherlock
    - Tom Hollander pour le rôle du révérend Adam Smallbone dans Rev.
    - Hugh Bonneville pour le rôle de Robert Crawley, comte de Grantham dans Downton Abbey

- Meilleure actrice :
  - Julie Walters pour le rôle de Mo Mowlam dans Mo
    - Maggie Smith pour le rôle de Violet, Comtesse douairière de Grantham dans Downton Abbey
    - Helena Bonham Carter pour le rôle de Mrs. Potter dans Toast

- Meilleure comédie/meilleur divertissement :
  - Miranda
    - The Trip
    - Les Boloss : Loser attitude
    - Rev.

- Meilleur drame :
  - Mo
    - Toast
    - The Road to Coronation Street

- Meilleure série dramatique :
  - Downton Abbey
    - Any Human Heart
    - Sherlock

- Writer's Award (meilleur scénario) :
  - Downton Abbey
    - Getting On
    - Sherlock

### 2013
La 39e cérémonie des BPG Awards s'est déroulée le 14 mars 2013 au Gladstone Library du One Whitehall Place. Les gagnants sont indiqués en gras :
- Meilleur drame : The Hollow Crown: Richard II
- Meilleure série dramatique : Parade's End
- Meilleure comédie/meilleur divertissement : Twenty Twelve
- Meilleur acteur : Benedict Cumberbatch pour le rôle de Christopher Tietjens dans Parade's End et de Sherlock Holmes dans Sherlock
- Meilleure actrice : Rebecca Hall pour le rôle de Sylvia Tietjens dans Parade's End
- Meilleur espoir : Adam Hills dans The Last Leg
- Meilleur documentaire : Exposure: The Other Side of Jimmy Savile
- Meilleure série documentaire : Inside Claridge's
- Meilleur divertissement : The Great British Bake Off
- Meilleur programme multichaîne : Dynamo: Magician Impossible
- Writer's Award (meilleur scénario) : Tom Stoppard pour Parade's End
- Innovation Award : BBC Olympics 2012